# Desarrollo de las vacunas contra el COVID-19

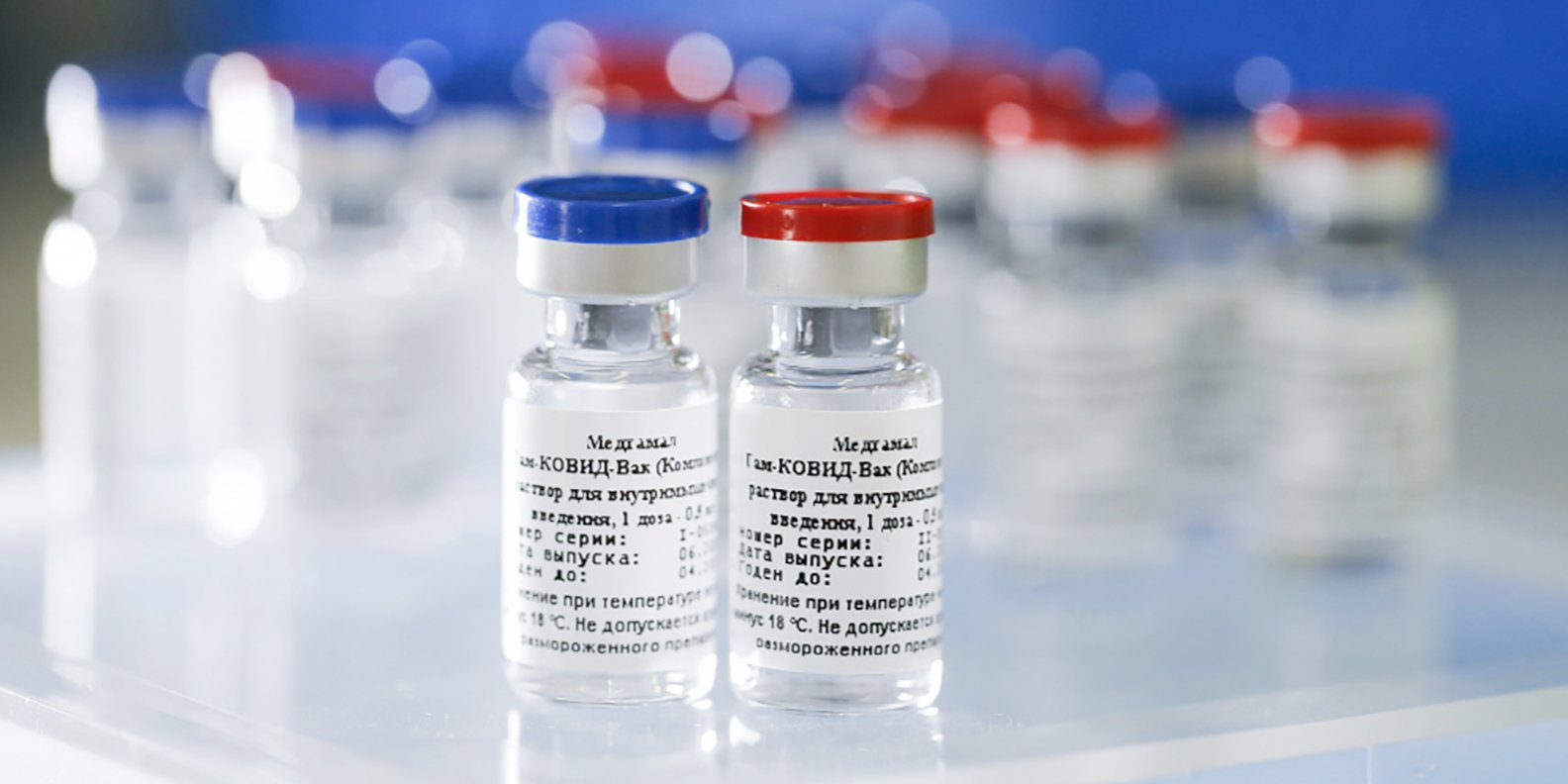
La vacuna rusa Sputnik V fue la primera en ser aprobada.

El desarrollo de las vacunas contra el COVID-19 fue el proceso por el cual varias empresas farmacéuticas y estados colaboraron y compitieron para llevar al mercado medicamentos que previniesen  
la enfermedad causada por el virus SARS-CoV-2. 
La carrera comenzó desde la secuenciación del virus en enero de 2020 y continúa en la actualidad, debido a que las continuas mutaciones del virus, han ido dejando obsoletas las distintas versiones de vacunas sacadas al mercado.

## Cronología
El SARS-CoV-2 (coronavirus 2 del síndrome respiratorio agudo grave) fue aislado a finales de 2019. Su secuencia genética se publicó el 11 de enero de 2020, lo que desencadenó una respuesta internacional urgente para prepararse contra un brote y acelerar el desarrollo de una vacuna que previniese la enfermedad COVID-19. El desarrollo de las vacunas fue acelerado por una colaboración sin precedentes entre la industria farmacéutica multinacional y los gobiernos. Para junio de 2020, se habían invertido ya decenas de miles de millones de dólares en varios proyectos de vacunas.
En marzo de 2020 ya existían cuatro candidatas a vacuna siendo ensayadas en humanos. En abril estaban en desarrollo 115 candidatas, con dos organizaciones que iniciaron los estudios de seguridad y eficacia de Fase I-II en sujetos humanos. Cinco candidatas estaban en estudios de seguridad de Fase I en abril. Para entonces,  ninguna vacuna había completado aún los ensayos clínicos. La Coalition for Epidemic Preparedness Innovations (CEPI), que estaba organizando un fondo mundial de 2 000 millones de dólares para la inversión rápida y el desarrollo de candidatos a vacunas, indicó en abril que una vacuna podría estar disponible bajo protocolos de uso de emergencia a principios de 2021.
El 24 de junio de 2020, el gobierno de China aprobó la vacuna de CanSino Biologics para uso limitado en el ejército y dos vacunas de virus inactivados para uso de emergencia en profesiones de alto riesgo. La vacuna —bautizada Ad5-nCoV— utiliza otro virus (un adenovirus del resfriado común) para introducir en las células humanas la información genética del nuevo coronavirus, con las instrucciones para fabricar algunas de sus proteínas virales y generar de este modo una respuesta inmune, pero sin desarrollar la enfermedad. La empresa china anunció en julio de 2020 el inicio de la fase III de ensayos de su vacuna en Brasil.
En julio de 2020, había 218 candidatos a vacunas en desarrollo, aunque ningún candidato había completado ensayos clínicos para demostrar su seguridad y eficacia. En julio de 2020, se anunciaron 24 candidatos a vacunas o se sometieron a ensayos clínicos, dos de ellos en fase III y siete en fase I-II. También se exploraba el camino hacia una vacuna universal contra todos los Coronavirus (CoV) emergentes.
El 11 de agosto de 2020, el gobierno de Rusia anunció la aprobación de la vacuna Sputnik V desarrollada por el Instituto Gamaleya para uso de emergencia, aunque un mes después solo se habían distribuido pequeñas cantidades de la vacuna para su uso fuera del ensayo de fase 3.
El primer mandatario ruso, Vladímir Putin comunicó que se había administrado la vacuna a su hija, causándole solo una leve fiebre.
En septiembre de 2020 ningún candidato a vacuna había finalizado aún un ensayo de fase III completo.
El 9 de noviembre de 2020, la empresa farmacéutica estadounidense Pfizer anunció que la vacuna candidata contra la COVID-19 desarrollada por la empresa de biotecnología alemana BioNTech era un 90% efectiva. Esta noticia provocó una rápida subida de los mercados bursátiles mundiales. Ocho días más tarde, la empresa estadounidense de biotecnología Moderna a su vez anunció que su vacuna era 94% eficaz. La asociación entre Pfizer y BioNTech presentó una solicitud de autorización de uso de emergencia (EUA) a la Administración de Alimentos y Medicamentos de EE.UU. (FDA) para la vacuna de ARN mensajero BNT162b2 (ingrediente activo tozinameran ) el 20 de noviembre.   El 2 de diciembre, la Agencia Reguladora de Medicamentos y Productos Sanitarios (MHRA) del Reino Unido otorgó una aprobación temporal para dicha vacuna, convirtiéndose en el primer país del mundo occidental en aprobar el uso de cualquier vacuna contra la COVID-19. El 11 de diciembre de 2020, la FDA concedió una EUA para la vacuna Pfizer-BioNTech. Una semana después, concedieron una EUA para otra vacuna estadounidense basada en ARN mensajero, la de Moderna (ingrediente activo elastomerano ). Al 21 de diciembre de 2020, muchos estados y la Unión Europea habían autorizado o aprobado la vacuna Pfizer-BioNTech. Pfizer indicó que a finales de 2020 50 millones de dosis de su vacuna podrían estar disponibles, con unos 1 300 millones de dosis para mediados de 2021.
Bahrein y los Emiratos Árabes Unidos otorgaron autorización de comercialización de emergencia para la vacuna Sinopharm BIBP.
En diciembre de 2020, 59 candidatos a vacunas se encontraban en investigación clínica, 42 en ensayos de fase I-II y 17 en ensayos de fase II-III.[cita requerida]
El 30 de diciembre de 2020, el MHRA británico otorgó autorización temporal y condicional a la vacuna desarrollada conjuntamente por la Universidad de Oxford y la farmacéutica británica AstraZeneca.

## Desafíos
Según un estudio de desarrollos de medicamentos realizados entre 2006 y 2015, solo el 16% de las vacunas que pasaban la Fase I de ensayos alcanzaban la aprobación definitiva.
En febrero de 2020, la Organización Mundial de la Salud (OMS) dijo que no esperaba que una vacuna contra el SARS-CoV-2 estuviera disponible en menos de 18 meses. Sin embargo, al cabo de solo 11 meses salieron al mercado las primeras vacunas, un logro que el virólogo Paul Offit calificó de "hazaña notable".
Un informe de la CEPI de abril de 2020 declaró: "Se necesitará una sólida coordinación y cooperación internacional entre los desarrolladores de vacunas, los reguladores, los responsables políticos, los financiadores, los organismos de salud pública y los gobiernos para garantizar que las vacunas candidatas en etapa avanzada prometedoras puedan fabricarse en cantidades suficientes y suministrarse de manera equitativa a todas las áreas afectadas, particularmente las regiones de bajos recursos".
La investigación en las universidades se vio obstaculizada por el distanciamiento físico y el cierre de laboratorios decretados por los gobiernos para reducir el número de contagios.

## Competencia entre estados
El 16 de julio de 2020, el Reino Unido, los Estados Unidos y Canadá denunciaron un ciberataque a laboratorios médicos de países occidentales para robar información sobre el desarrollo de vacunas contra la COVID-19. Tres agencias de inteligencia, la Agencia de Seguridad Nacional de EE. UU (NSA), el Centro Nacional de Seguridad Cibernética de Gran Bretaña y la Agencia Canadiense de Seguridad de las Comunicaciones acusaron al grupo Cozy Bear, también conocido como APT29 y los Dukes, de estar detrás de estos ataques informáticos. No se informó de qué instituciones médicas habían sido atacadas. Las autoridades rusas negaron cualquier implicación en los hechos.

### Ensayos
En abril de 2020, la OMS publicó un "Plan de I + D (para el) nuevo Coronavirus". El Blueprint documentó un "ensayo clínico grande, internacional, en múltiples sitios, aleatorizado individualmente y controlado" para permitir "la evaluación concurrente de los beneficios y riesgos de cada vacuna candidata prometedora dentro de los 3 a 6 meses posteriores a su puesta a disposición para el ensayo". El Plan enumeró un perfil de producto objetivo global para la COVID-19, identificando los atributos favorables de las vacunas seguras y efectivas en dos categorías amplias: "vacunas para la protección a largo plazo de las personas con mayor riesgo a la COVID-19, como los trabajadores de cuidados médicos", y otras vacunas para proporcionar inmunidad de respuesta rápida a nuevos brotes. El equipo internacional TPP se formó para 1) Evaluar el desarrollo de las vacunas candidatas más prometedoras; 2) Mapear las vacunas candidatas y su ensayo clínico en todo el mundo, publicando un "panorama" de las vacunas en desarrollo que se actualizan con frecuencia; 3) Evaluar y seleccionar rápidamente las vacunas candidatas más prometedoras simultáneamente antes de probarlas en seres humanos; y 4) Diseñar y coordinar un ensayo controlado aleatorio internacional en múltiples lugares - el "ensayo solidario" para vacunas - para permitir la evaluación simultánea de los beneficios y riesgos de diferentes vacunas candidatas en ensayos clínicos en países y territorios dependientes donde son altas las tasas de la enfermedad por coronavirus de 2019 (COVID-19), lo que garantiza una interpretación rápida y el intercambio de resultados en todo el mundo. La coalición de vacunas de la OMS priorizará qué vacunas deben pasar a los ensayos clínicos de fase II y III, y determinará protocolos armonizados de fase III para todas las vacunas que alcancen la etapa de ensayo fundamental.

### Vacunas orales
En octubre de 2022, China comenzó a administrar una vacuna oral desarrollada por CanSino Bioligics, utilizando su modelo de adenovirus.

### Vacunas para animales
El 31 de marzo de 2021, el gobierno ruso anunció que había registrado la primera vacuna COVID-19 para animales. Denominada Carnivac-Cov, es una vacuna inactivada para animales carnívoros, incluidas las mascotas, destinada a prevenir las mutaciones que se producen durante la transmisión entre especies del SARS-CoV-2.